# 君じゃなきゃだめなんだ
『君じゃなきゃだめなんだ』（きみじゃなきゃだめなんだ）は、A.B.C-Zの14枚目のシングル。2024年6月5日にポニー・キャニオンから発売。

## 解説
前作『＃IMA』から約1年半ぶりのシングルであり、4人体制の"新星A.B.C-Z"としては初めての作品である。また、グループ初となるシングルでの配信リリースを行なった作品であり、2012年の『Za ABC〜5stars〜』(DVDシングル)、2015年の『Moonlight walker』(CDシングル)に続き、本作でサブスクデビューとして"3回目のデビュー"をうたっている。
販売形態
初回限定盤A（CD+DVD）（PCCA-06297）、初回限定盤B（CD+DVD）（ PCCA-06298）、通常盤（CDのみ）（PCCA-06299）の3形態でリリース。初回限定盤AのDVDにはミュージックビデオやダンスビデオ、メイキング映像が収録され、初回限定盤BのDVDにはバラエティ映像が収められる。

## 収録曲

### 通常盤
CD
1. 君じゃなきゃだめなんだ
作詞：森浩美、作曲：川口進・佐原康太、編曲：CHOKKAKU
2. 花束のステージ
作詞・作曲・編曲：徳永暁人、コーラスアレンジ：徳永暁人・川村ゆみ
3. STELLAR
作詞・作曲：竹内アンナ　編曲：hisakuni / 竹内アンナ
4. 君じゃなきゃだめなんだ -Inst.-
5. 花束のステージ -Inst.-
6. STELLAR -Inst.-

### 初回限定盤A
CD
1. 君じゃなきゃだめなんだ
2. Hallelujah
作詞：タナカヒロキ（LEGO BIG MORL）、作曲：カナタタケヒロ & ヤマモトシンタロウ（LEGO BIG MORL）、編曲：生田真心
3. Hallelujah -Inst.-

DVD
1. 「君じゃなきゃだめなんだ」 Music Clip
2. 「君じゃなきゃだめなんだ」 Dance Clip
3. Making of Jacket & Music Video Shooting

### 初回限定盤B
CD
1. #IMA
2. One Way Blue
作詞 : Funk Uchino・Grace Tone、作曲 : Funk Uchino・Kyosuke Yamanaka、編曲 : Kyosuke Yamanaka
3. One Way Blue -Inst.-

DVD
1. バラエティ企画映像「暗闇バトル 「君以外見えなくて」」

## 特典
予約購入先着特典
- プリクラ風じゃなきゃだめなんだ ステッカーver.A（初回限定盤A）
- プリクラ風じゃなきゃだめなんだ ステッカー ver.B（初回限定盤B）
- プじゃなきゃだめなんだ プロマイド（通常盤）

「A.B.C-Z Concert Tour 2024 F.O.R」会場特典
- 「君じゃなきゃだめなんだ」告知ポスター

## チャート成績
2024年6月12日付のBillboard JAPAN週間シングル・セールス・チャート“Top Singles Sales”では、26,918枚枚を売り上げ4位にランクインした。